# Harry Vanda
Harry Vanda (* jako Johannes Hendricus Jacob van den Berg, 22. března 1946 Haag, Nizozemsko) je nizozemsko-australský zpěvák, kytarista, skladatel a hudební producent.

## Výběr písní napsaných duem Vanda & Young
- "Friday on My Mind" - The Easybeats, David Bowie, London, Gary Moore, Richard Thompson
- "Good Times" - The Easybeats, INXS & Jimmy Barnes (1986)
- "Evie, Parts 1, 2 & 3" - Stevie Wright (1974), Pat Travers Band (1978), The Wrights (2004), Suzi Quatro
- "Hard Road - Stevie Wright, Rod Stewart
- "Black Eyed Bruiser - Stevie Wright (1975), Rose Tattoo (2007)
- "Love is in the Air" - John Paul Young (1978)/(1992)
- "Standing In The Rain" - John Paul Young (1976)
- "I Hate The Music" - John Paul Young (1976)
- "Yesterday's Hero" - John Paul Young (1975), Bay City Rollers (1976)
- "Down Among the Dead Men" - Flash and the Pan (1978)
- "Hey St Peter" - Flash and the Pan 1976
- "Walking in the Rain" - Flash and the Pan, Grace Jones
- "Waiting for a Train" - Flash and the Pan
- "Midnight Man" - Flash and the Pan
- "Runnin' for the Red Light (I Gotta Life)" - Meat Loaf
- "Show No Mercy" - Mark Williams (1990)